# 迈济耶尔莱维克
迈济耶尔莱维克（法語：Maizières-lès-Vic，法語發音：[mɛzjɛʁ lɛ vik]，意为“维克附近的迈济耶尔”；洛林语：Mainhère）是法国摩泽尔省的一个市镇，属于萨尔堡-萨兰堡区。

## 地理
迈济耶尔莱维克（48°43'9"N, 6°46'30"E）面积25.99 平方千米，位于法国大東部大區摩泽尔省，该省份为法国东北部内陆省份，是洛林的一部分，西南接默尔特-摩泽尔省，东临下莱茵省，北与卢森堡和德国接壤。
与迈济耶尔莱维克接壤的市镇（或旧市镇、城区）包括：阿祖当日、布尔多奈、热吕库尔、拉加尔德、穆塞、雷希库尔堡。

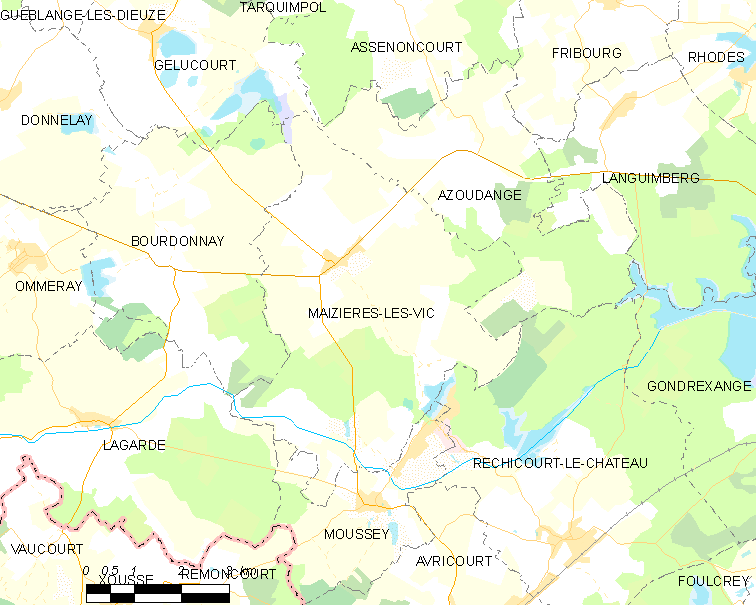
迈济耶尔莱维克的OSM定位图

迈济耶尔莱维克的时区为UTC+01:00、UTC+02:00（夏令时）。

## 行政
迈济耶尔莱维克的邮政编码为57810，INSEE市镇编码为57434。

## 政治
迈济耶尔莱维克所属的省级选区为索努瓦县。

## 人口

1962-2008年间迈济耶尔莱维克人口变化图示

迈济耶尔莱维克于2022年1月1日时的人口数量为470人。